# France-Élaine Duranceau
France-Élaine Duranceau, née le 28 novembre 1974 à Montréal, est une comptable, fiscaliste, courtière immobilière et femme politique québécoise. Depuis les élections du 3 octobre 2022, elle est la députée caquiste de la circonscription provinciale de Bertrand à l'Assemblée nationale du Québec.
Le 20 octobre 2022, elle est nommée ministre responsable de l'Habitation dans le gouvernement Legault.

## Biographie
Née le 28 novembre 1974 à Montréal, France-Élaine Duranceau est l'ainée d'une famille de quatre enfants dont le père est médecin et la mère a une formation en orthopédagogie. Elle fait ses études au HEC Montréal et occupe différents emplois, notamment vérificatrice et fiscaliste chez Raymond Chabot Grant Thornton, ainsi que directrice principale de la fiscalité chez Transcontinental. En plus de sa carrière en fiscalité et en gestion, France-Élaine Duranceau est également courtière immobilière Elle fait partie de différents conseils d'administration dont celui de la Fondation CHU Sainte-Justine, le comité de direction de l'Agence du revenu du Canada et à titre de présidente pour l'organisme Arts souterrains.

### Députée
Elle est élue députée à l'Assemblée nationale du Québec lors des élections générales du 3 octobre 2022. Elle représente la circonscription de Bertrand sous la bannière de la Coalition avenir Québec. Ce parti est reporté au pouvoir pour un second mandat.

### Ministre de l'Habitation
Nouvellement élue, elle est nommée le 20 octobre 2022, ministre responsable de l'Habitation, succédant à Andrée Laforest qui occupait jusqu'alors cette fonction auprès du gouvernement caquiste.
Duranceau défraie les manchettes en juin 2023 alors qu'elle dépose son premier projet de loi visant à moderniser la loi sur le logement. Le projet de loi 31 qui permettrait en outre aux propriétaires de ne plus avoir à gérer de demandes de cession de bail en plus de ne plus avoir à se fier à une grille du Tribunal administratif du logement en ce qui concerne les augmentations tarifaires de nouveaux logements (constructions neuves), est présentée au terme de la session parlementaire du printemps 2023. La commissaire à l'Éthique et à la Déontologie de l'Assemblée nationale conclut en 2023 que France-Élaine Duranceau a favorisé « les intérêts personnels » d'une amie lobbyiste.
Plusieurs groupes s'opposent à ce projet de loi considéré comme étant néfaste en raison de la crise du logement qui sévit au Québec depuis 2020. En tant qu'ancienne courtière immobilière, la ministre de l'Habitation croit que ce n'est pas aux locataires d'avoir à décider des prix des loyers et que considérant cet état de fait, la cession de baux ne devrait plus être monnaie courante. Le parti politique Québec solidaire, par la voie de son chef parlementaire Gabriel Nadeau-Dubois, s'oppose vivement à la prise de position de la ministre et la rappelle à l'ordre. Le parti lance également une pétition visant à faire rétracter le gouvernement face à ce projet de loi qui viendrait étouffer le droit aux logement des québécois[réf. souhaitée].
En somme, son début de carrière en tant que ministre débute sous la controverse puisque autant les locataires, que des propriétaires, oppositions et groupes de pression ne croient pas que son projet de loi soit équilibré entre les droits des locataires et ceux des propriétaires. De plus, à l'approche du 1er juillet 2023, période du début de nouveaux baux, la ministre Duranceau affirme à la radio de Radio-Canada de ne pas être au courant du nombre de locataires appelés à être sans-logis lors de cette journée.
Le 16 avril 2024, elle entame des négociations avec les députés solidaires Christine Labrie et Andrés Fontecilla sur un projet de loi, qui élargirait la loi Francoise David. Celle-ci vise à offrir plus de protection contre les évictions pour les locataires ainés.
Le 23 avril 2024, elle annonce que son gouvernement va fournir 7,8 millions de dollars aux municipalités et aux offices d'habitations des régions du Québec. Cette mesure est en réponse à la crise du logement et est censée venir en aide aux locataires qui peinent à se loger.
Le 26 avril 2024, son bureau sème la controverse dans un courriel obtenu par La Presse canadienne. La semaine d'avant, l'agence de presse avait demandé au bureau de la ministre sa position sur reconnaissance du droit au logement comme un droit individuel fondamental. L'attaché de presse de la ministre a répondu par un courriel qui était probablement destiné à un autre membre du bureau « Relance. Je la ghoste encore ? Sinon, réponse générale qui répond pas pour dire que l'Habitation c'est une priorité pour notre gouvernement ? ». 
Le 1er juillet 2025, alors qu'environ 2 000 ménages québécois sont toujours à la recherche d'un logement, Duranceau déclare en entrevue à l'émission Première Heure que, « dans bien des cas », les personnes en difficulté de logement font déjà face à « d'autres problèmes sociaux économiques ». Cette déclaration est dénoncée par le Front d'action populaire en réaménagement urbain (FRAPRU), qui la qualifie de « méprisante ». Elle affirme que les comités logement constatent au contraire que plusieurs locataires n'avaient aucun problème avant de se heurter à la pénurie de logements. Le FRAPRU cite notamment des personnes évincées de manière abusive, confrontées à un marché locatif particulièrement tendu, avec des loyers en forte hausse. Dans la région de Québec, le taux d'inoccupation atteint alors 0,9 %, bien en deçà du seuil de 3 % généralement reconnu pour un marché équilibré. Selon Statistique Canada, le coût moyen d'un logement de deux chambres dans cette région est d'environ 1 500 $, soit une augmentation de 75 % en cinq ans.  

## Résultats électoraux
|                                                                                               | Nom                     | Parti            | Nombre de voix | %      | Maj.  |
| --------------------------------------------------------------------------------------------- | ----------------------- | ---------------- | -------------- | ------ | ----- |
|                                                                                               | France-Élaine Duranceau | Coalition avenir | 15 927         | 45,3 % | 8 668 |
|                                                                                               | Guillaume Freire        | Parti québécois  | 7 259          | 20,6 % | -     |
|                                                                                               | Julie Francoeur         | Québec solidaire | 5 682          | 16,1 % | -     |
|                                                                                               | Philippe Meloni         | Conservateur     | 3 444          | 9,8 %  | -     |
|                                                                                               | André Nadeau            | Libéral          | 2 115          | 6 %    | -     |
|                                                                                               | Karine Steinberger      | Vert             | 448            | 1,3 %  | -     |
|                                                                                               | Marie-Eve Ouellette     | Parti humain     | 162            | 0,5 %  | -     |
|                                                                                               | Samuel Fortin           | Climat Québec    | 151            | 0,4 %  | -     |
| Total                                                                                         | Total                   | Total            | 35 188         | 100 %  |       |
| Le taux de participation lors de l'élection était de 64,8 % et 448 bulletins ont été rejetés. |                         |                  |                |        |       |